# Espaço contráctil
Em matemática, um espaço topológico X é contráctil se o mapa identidade sobre X é homotopicamente nulo, i.e. se é homotópico a algum mapa constante. Intuitivamente, um espaço contráctil é aquele que pode continuamente reduzir-se ("encolher") a um ponto.